# Шен Ліхао
Шен Ліхао (кит.: 盛李豪, нар. 4 грудня 2004) — китайський стрілець, дворазовий олімпійський чемпіон 2024 року, срібний призер Олімпійських ігор 2020 року.

## Виступи на Олімпіадах
| Олімпіада  | Дисципліна                              | Місце |
| ---------- | --------------------------------------- | ----- |
| Токіо 2020 | пневматична гвинтівка, 10 метрів        | 2     |
| Токіо 2020 | пневматична гвинтівка, 10 метрів, мікст | 11    |
| Париж 2024 | пневматична гвинтівка, 10 метрів        | 1     |
| Париж 2024 | пневматична гвинтівка, 10 метрів, мікст | 1     |

## Зовнішні посилання
- Шен Ліхао на сайті ISSF (англійська)
- Шен Ліхао на сайті Olympics.com (англійська)
- Шен Ліхао на сайті Olympedia (англійська)